# Scinax ruber
Scinax ruber е вид жаба от семейство Дървесници (Hylidae). Видът не е застрашен от изчезване.

## Разпространение
Разпространен е в Боливия, Бразилия, Венецуела, Гвиана, Еквадор, Колумбия, Панама, Перу, Суринам, Тринидад и Тобаго и Френска Гвиана. Внесен е в Мартиника, Пуерто Рико и Сейнт Лусия.

## Описание
Популацията на вида е стабилна.